# Jakob Heine

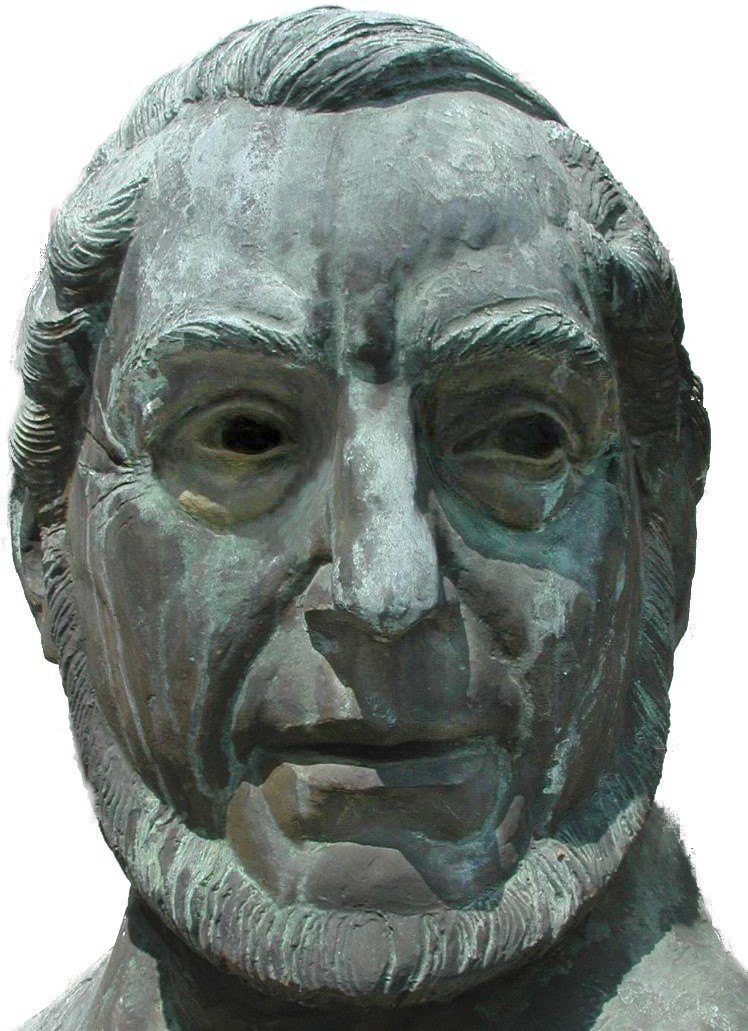
Byst av Jakob von Heine i Polio Hall of Fame.

Jakob (von) Heine, född 16 april 1800 i Lauterbach, Schwarzwald, död 12 november 1879 i Cannstatt, var en tysk ortoped. Han var far till Carl Wilhelm von Heine. 
Heine studerade ortopedi hos farbrodern Johann Georg Heine, blev 1827 medicine doktor och ledde 1829-1865 i Cannstatt en ortopedisk anstalt, vilken inom kort vann stort anseende. Han var även verksam som vetenskaplig författare, bland annat beskrev han för första gången polio (som även kallats Heine-Medins sjukdom efter honom och Oskar Medin), Beobachtungen über Lähmungszustände der unteren Extremitäten (1840; andra upplagan, Spinale Kinderlähmung, 1860), samt om vissa slag av luxationer, Ueber spontane und congenitale Luxationen (1842).